# Uzunkaya, Divriği
Uzunkaya là một xã thuộc huyện Divriği, tỉnh Sivas, Thổ Nhĩ Kỳ. Dân số thời điểm năm 2011 là 48 người.